# Władysławów (powiat otwocki)
Władysławów – wieś w Polsce położona w województwie mazowieckim, w powiecie otwockim, w gminie Karczew. Leży na prawym brzegu Wisły.
W skład sołectwa Kępa Nadbrzeska i Władysławów wchodzą wsie Kępa Nadbrzeska i Władysławów
W latach 1975–1998 miejscowość należała administracyjnie do województwa warszawskiego.

## Historia
Nazwa wsi pochodzi od imienia Władysława Radzińskiego, jednego z synów Józefa, dziedzica Glinek. Kolonia powstała w XIX wieku, jej pierwszymi mieszkańcami byli przedstawiciele rodzin Molaków, Barejków, Janczewskich, Drewiczów, Podgórzaków i osadników niemieckich. W 1870 r. Władysławów został oddzielony od Glinek, stając się odrębnym sołectwem, posiadającym własną hipotekę. Obecnie jednak wchodzi w skład Kępy Nadbrzeskiej.